# Hagnòtemis
Segons Plutarc, Hagnòtemis (grec antic: Ἁγνόθεμις, Hagnothemis), sis anys després de la mort d'Alexandre el Gran, va afirmar que Antípatre, regent de Macedònia, era el responsable de l'enverinament d'Alexandre, i que va ser Aristòtil l'instigador i qui li va procurar el verí. Hagnòtemis afirmava que això ho havia sentit dir al rei Antígon el Borni, i que el verí era aigua «mortalment freda» destil·lada d'una roca i tan «freda i penetrant» que només es podia guardar a la peülla d'un ase. Aquesta acusació es va estendre àmpliament a l'antiguitat.
A part d'aquest breu passatge de Plutarc, no hi ha més detalls biogràfics sobre Hagnòtemis.